# Julius C. Burrows
Julius C. Burrows (North East, 1837. január 9. – Kalamazoo, 1915. november 16. vagy 1915. november 11.) az Amerikai Egyesült Államok szenátora (Michigan, 1895–1911).